# كودي إليس
كودي إليس (بالإنجليزية: Cody Ellis)‏ مواليد 24 أبريل 1990، هو لاعب كرة سلة أسترالي بدأ مسيرته الاحترافية في سنة 2013 ويحمل الرقم 24. يبلغ طوله 6 قدم 8 بوصة (2.0 م).

## روابط خارجية
- كودي إليس على موقع الاتحاد الدولي لكرة السلة (الإنجليزية)
- كودي إليس على موقع كرة السلة الأوروبية.كوم (الإنجليزية)
- كودي إليس على موقع كلية كرة السلة في سبورتس رفرنس.كوم (الإنجليزية)
- كودي إليس على موقع ريلجم (الإنجليزية)
- كودي إليس على موقع بروبوليرز (الإنجليزية)
- كودي إليس على موقع سبورتس رفرنس (الإنجليزية)